# Shaw Island
Shaw Island è l'isola più estesa del Lindeman Group, un sottogruppo che fa parte delle Whitsunday all'interno delle Cumberland Islands. È situata nel mar dei Coralli al largo della costa centrale del Queensland, in Australia. L'isola è situata a sud di Lindeman Island e ha una superficie di 16,5 km².
L'isola è inclusa nel Lindeman Islands National Park, il quale copre altre 13 isole.